# Eupithecia atacama
Eupithecia atacama es una especie de polilla de la familia Geometridae. La especie fue descrita por primera vez por András Mátyás Vojnits habiendo sido descrita en 1985, con distribución en Chile. El sintipo de la especie fue descrita en los alrededores de la Provincia de Atacama, 3 km al sur de Freirina.

## Distribución
Se encuentra en las regiones de la Provincia de Antofagasta y Atacama, de ahí su nombre (Provincia de Huasco) en Chile. El hábitat está formado por las provincias bióticas de la costa norte y el desierto intermedio.

## Descripción
La longitud de las alas anteriores es de aproximadamente 8,5 a 9 milímetros (0,3 a 0,4 plg) en los machos y un tanto más en las hembras. Las alas anteriores son de color blanco grisáceo con marrón medio y oscuro más algunas escamas de color marrón rojizo. Las alas traseras son más pálidas que las anteriores, con escamas oscuras dispersas en la parte distal. Se han registrado adultos volando en septiembre, octubre y noviembre. Tiene gran similitud con otra especie chilena, Eupithecia copaquillaensis.